# Нейчурал-Бридж
Нейчурал-Бридж (англ. Natural Bridge — «природный мост») — национальный исторический памятник в округе Рокбридж штата Виргиния, США, представляющий собой дыру, вымытую в скале рекой Cedar Creek, образующую таким образом подобие моста через саму реку, приток Джеймс-Ривер. Арка находится на высоте 67 метров над уровнем воды, её длина составляет 27 метров. По мосту проходит автомагистраль 11, ограниченная с обеих сторон заборами, закрывающими вид на ущелье. Для того, чтобы увидеть мост снизу, где видны остатки водопада, сформировавшего необычную природную конструкцию, необходимо приобрести билет за 8 долларов.

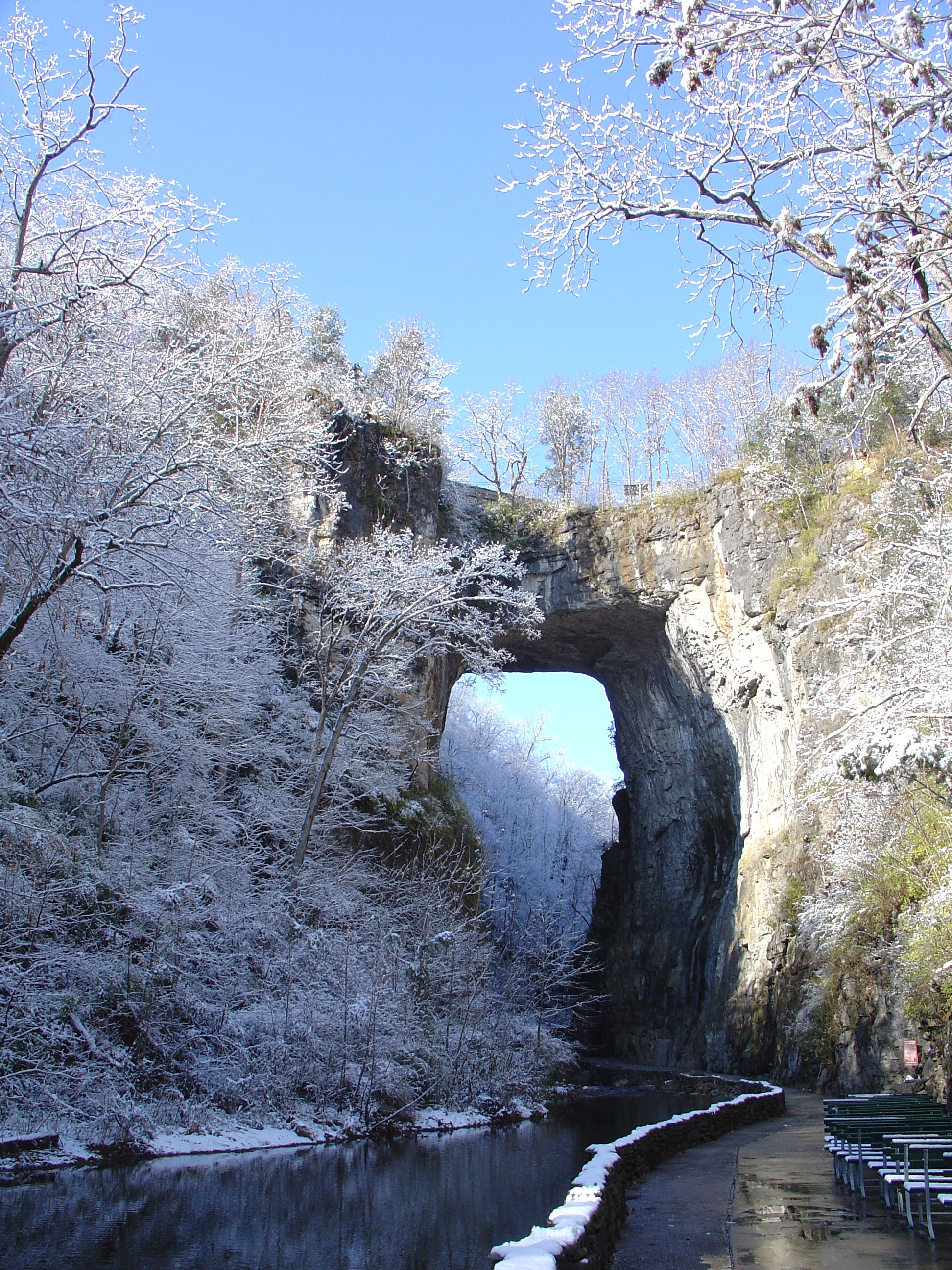
Мост зимой

В 1774 году будущий третий президент Соединённых Штатов Америки Томас Джефферсон купил у Георга III 635 тысяч квадратных метров земли, на территории которой находится естественный мост, за 20 шиллингов. Он любил это место, называя его «одним из самых потрясающих произведений природы».